# Becky G
Becky G, pseudonimo di Rebbeca Marie Gomez (Inglewood, 2 marzo 1997), è una cantante e attrice statunitense.
Di origini messicane, Becky nasce in un contesto di estrema povertà. Ha iniziato a costruire la sua carriera nel 2011 pubblicando diversi video di remix e cover di canzoni popolari su YouTube. Ha pubblicato il suo singolo di debutto Becky from the Block nell'aprile 2013, ottenendo successivamente un buon riscontro di pubblico col singolo Shower. Tuttavia, è solo a partire dall'estate del 2017 che ottiene la fama internazionale grazie al singolo Mayores in collaborazione con Bad Bunny. In seguito ai risultati di questo brano, Becky G si è imposta come stella della musica latina, ottenendo una lunga serie di singoli di successo, realizzando numerose collaborazioni, vincendo premi in manifestazioni come gli American Music Award e Premio lo nuestro e avendo modo di esibirsi in eventi musicali di rilievo come i Latin Grammy o gli MTV Europe Music Awards. L'artista ha pubblicato il suo primo album vero e proprio Mala Santa nel 2019.

## Biografia

### 2012-2015: esordio in inglese fra rap e pop

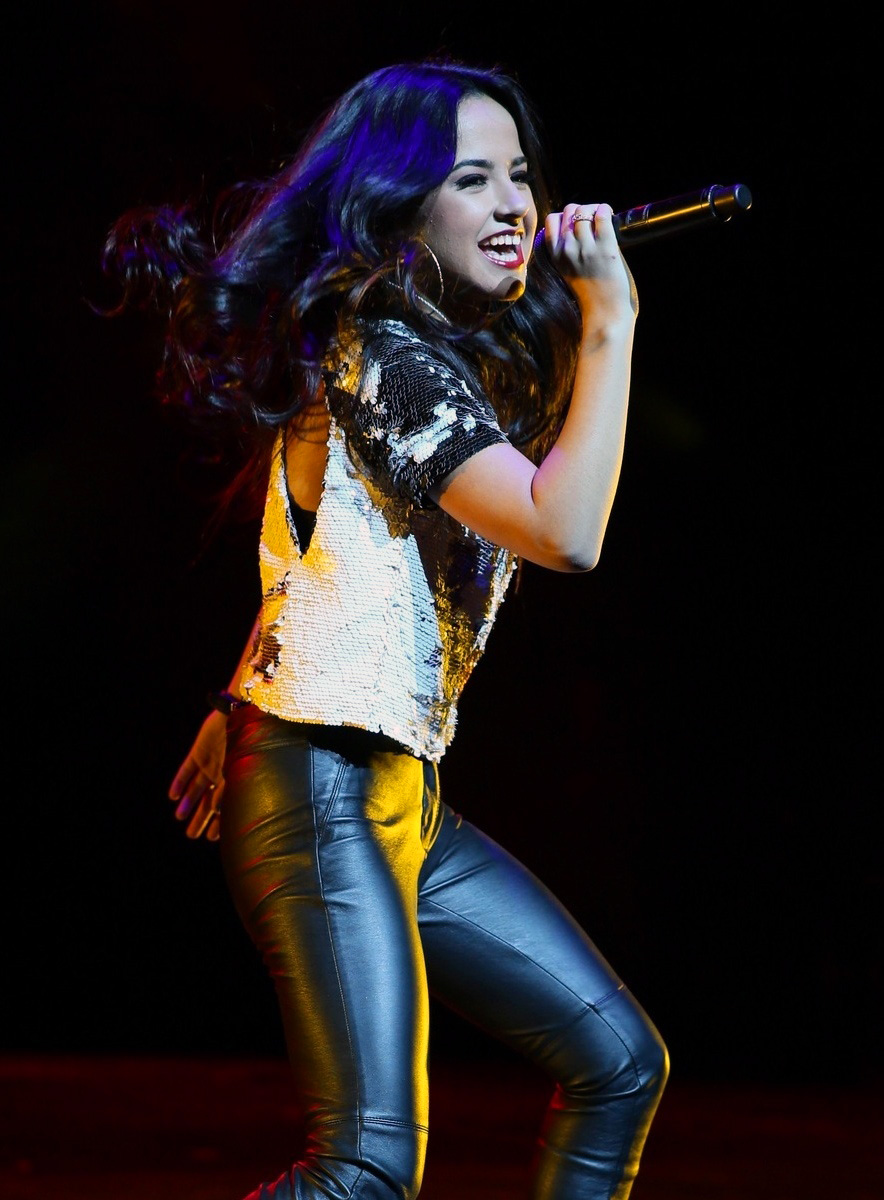
Becky G dal vivo nel 2013

Nel 2012, Becky G pubblicò su YouTube alcuni video di remix insieme a propri pezzi rap. La cover della canzone Otis di Jay-Z e Kanye West, messa in commercio nel settembre dello stesso anno, catturò l'attenzione di Dr. Luke che le fece firmare un contratto con la Kemosabe Records.
Il 12 giugno 2012, il cantante australiano Cody Simpson pubblicò Wish U Were Here, di cui Becky era coautrice. Lei pubblicò un suo nuovo singolo intitolato Turn the Music Up tramite YouTube nel giugno 2012.
Il 2 ottobre 2012 Cher Lloyd pubblicò il nuovo singolo Oath, cantato insieme a Becky G (coautrice della canzone), che raggiunse più di 100 000 copie vendute.
Becky pubblicò "Problem" in collaborazione con Will.i.am estratto dalla colonna sonora del film d'animazione Hotel Transylvania. Il 6 maggio 2013 pubblicò il video per Play It Again. Nello stesso periodo la cantante pubblica il singolo "Becky From The Block", remake della celebre hit di Jennifer Lopez "Jenny From The Block". La stessa Jennifer Lopez appare nel relativo video musicale.
Un altro singolo pubblicato è Magik 2.0 in collaborazione con Austin Mahone, inserita nella compilation del film I Puffi 2. Il 23 marzo 2014 pubblicò il suo nuovo singolo Shower, canzone estratta dal suo album di debutto, la quale riscuote buon successo: con il brano raggiunge infatti la posizione 36 nella classifica dei brani pop a cura del magazine Billboard in data 21 giugno 2014 e il primo posto della classifica US Heatseekers.
Il 10 agosto 2014 si esibisce live ai Teen Choice Awards con il singolo Shower.
Apre dal 14 al 28 settembre 2014 le tappe nordamericane del nuovo tour di Demi Lovato, ovvero del Demi World Tour. A proposito di ciò, nel 2018 Becky G avrebbe dovuto aprire anche la leg latino-americana del "Tell Me You Love Me Tour" della stessa Lovato, saltata in seguito ad un'overdose della cantante.
Nel novembre 2014 spunta una nuova collaborazione e questa volta con la Superstar latina, Thalía, intitolata Como tu no hay dos già annunciato come terzo singolo dell'album "Amore Mio" della cantante che conferma un video musicale con la rapper.
Il 4 novembre 2014, dal suo album di debutto, viene estratto il singolo Can't Stop Dancin, il quale debutta alla posizione 88 della Hot 100. Viene pubblicato anche un remix con J Balvin per il brano. Il 2 aprile 2015 pubblica il singolo Lovin' So Hard, prodotto da Dr. Duke, da lei presentato il 25 aprile ai
Radio Disney Music Awards. Nel videoclip compare il suo fidanzato di allora, il cantante Austin Mahone.
Nel 2015 ha pubblicato il singolo Break a Sweat, seguito da You Love It.

### 2016-presente: il successo con la musica in spagnolo, "Mala Santa"

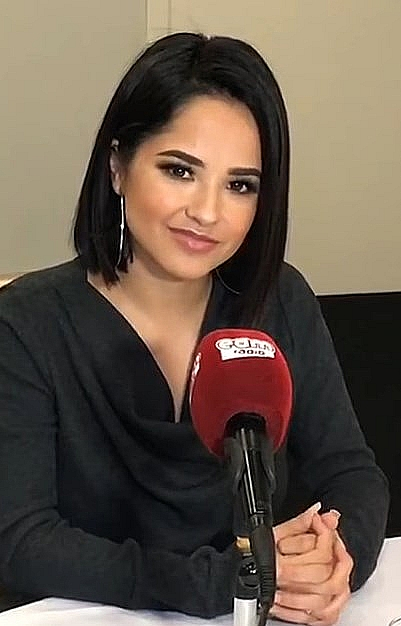
Becky G nel 2017

Il 24 giugno del 2016 ha pubblicato il singolo Sola, il cui video ufficiale viene pubblicato il 26 agosto dello stesso anno.
Per quanto riguarda la sua carriera di attrice, nel 2017 ha interpretato Trini, lo yellow ranger, nel film Power Rangers della Lionsgate. Sempre nello stesso anno, Rebecca pubblica il singolo Mayores in collaborazione con Bad Bunny, grazie al quale raggiunge il successo internazionale (disco d'oro in Italia). Il video su YouTube ha superato due miliardi di visualizzazioni. Sempre nel 2017, Becky G ha aperto parte del "PSA Tour" delle Fifth Harmony.
Nell'aprile del 2018, in collaborazione con Natti Natasha, pubblica la canzone Sin pijama, singolo definito dall'artista ‘rivoluzionario’ poiché dimostrava e dimostra come due donne nel genere urbano possano rompere schemi, commentando inoltre il fatto che, successivamente alla pubblicazione e al successo del brano, l'industria del genere stesso abbia iniziato a credere nelle collaborazioni composte da sole donne. Seguono numerosissimi altri singoli in spagnolo, da solista o in collaborazione con artisti come David Guetta, Sean Paul, French Montana, Maluma, Farruko, Anitta, CNCO ed altri artisti. Alcuni di questi brani ottengono un notevole successo commerciale. In seguito a tali successi l'artista vince alcuni Latin American Music Awards, arrivando entro il 2019 a vincere 5 statuette in tale manifestazione, tra cui un premio alla carriera per la "straordinaria trasformazione" avuta nel passaggio alla musica latina.
Nel 2019 sono tre i suoi brani che hanno riscosso più successo: LBD, in cui Becky G torna a cantare in inglese; Banana, realizzata in collaborazione con la brasiliana Anitta nell'album Kisses di quest'ultima; in collaborazione con Maluma, pubblica poi la canzone La respuesta. Seguono numerosi altri singoli in inglese o spagnolo, tra cui Secrets, per il quale l'artista gira un vero e proprio cortometraggio horror come videoclip musicale. Dopo aver pubblicato il singolo Mala Santa, Becky G pubblica l'omonimo album: si tratta del suo primo LP in 7 anni di carriera, dal cui vengono completamente esclusi i suoi brani in inglese. Appena dopo la pubblicazione del disco, Becky G conduce l'edizione del 2019 degli MTV Europe Music Awards: in tale occasione l'artista esegue un medley dei suoi singoli di maggior successo fra quelli inclusi nell'album. Sempre su questo palco, Becky porta una delle sue collaborazioni più prestigiose: quella col cantante R&B Akon nel brano in spagnolo Cómo no. L'artista vince inoltre due Premi Lo Nuestro.
Nel 2020, Becky G riprende a pubblicare singoli e collaborazioni con altri artisti, tra cui troviamo Mala con Pitbull e De La Ghetto, Muchacha con Gente De Zona, No Drama con Ozuna ed i brani da solista My Man e They Ain't Ready. Nel 2021 realizza varie altre collaborazioni tra cui Pa' mis muchachas con Christina Aguilera, Nathy Peluso e Nicki Nicole, brano che le dà modo di esibirsi sul palco dei Latin Grammy, nonché Ram Pam Pam con Natti Natasha e Fulanito con El Alfa, che ottengono un notevole riscontro commerciale. Sempre tra 2020 e 2021 vince due American Music Award.

## Vita privata
Di origini messicane, è cresciuta in un contesto di povertà.
I suoi nonni sono di Jalisco, in Messico. Rebbeca ha due fratelli e una sorella più piccola.
Problemi finanziari hanno costretto la sua famiglia a vendere la loro casa nella Moreno Valley e a trasferirsi nel garage dei suoi nonni a Inglewood quando Becky aveva solo nove anni. La cantante paragona quel periodo di transizione ad una "crisi di mezza-età", ma anche uno stimolo a proseguire nella carriera musicale.
Rebbeca fa da comparsa nel cortometraggio El Tux (2008) nel ruolo di Claudia Gómez e poi nel ruolo di Nina nella pellicola realizzata da Discovery Channel La estación de la Calle Olvera (2008).
Ha fatto parte di due band, G.L.A.M. e B.C.G.
Mentre era in tour con le Fifth Harmony nell'ottobre del 2017, Rebbeca subì un'aggressione da parte di "alcuni fans fuori controllo" mentre era a Città del Messico. Mentre usciva dall'hotel, la sua guardia del corpo stava provando a contenere i fan che tentavano di avvicinarsi a lei. Alcuni di questi riuscirono a strattonarla, al fine di riuscire a scattare una foto con lei. Rebbeca spiegò più tardi su Snapchat dell'incidente, rivelando di essere ancora molto scossa dopo l'accaduto e piangendo durante la descrizione della situazione.

## Discografia
- 2019 – Mala santa
- 2022 – Esquemas
- 2023 – Esquinas
- 2024 – Encuentros

## Filmografia

### Cinema
- Power Rangers, regia di Dean Israelite (2017)
- A.X.L - Un'amicizia extraordinaria, regia di Oliver Daly (2018)

### Televisione
- La estación de la Calle Olvera, film TV (2008)
- Austin & Ally - serie TV, 1 episodio (2015)
- Empire - serie TV, 3 episodi (2015)

### Doppiatrice
- Blue Beetle, regia di Angel Manuel Soto (2023)

## Doppiatrici italiane
Nelle versioni in italiano delle opere in cui ha recitato, Becky G è stata doppiata da:
- Erica Necci in Power Rangers, Blue Beetle
- Lucrezia Marricchi in A-X-L - Un'amicizia extraordinaria